# Mary Parminter

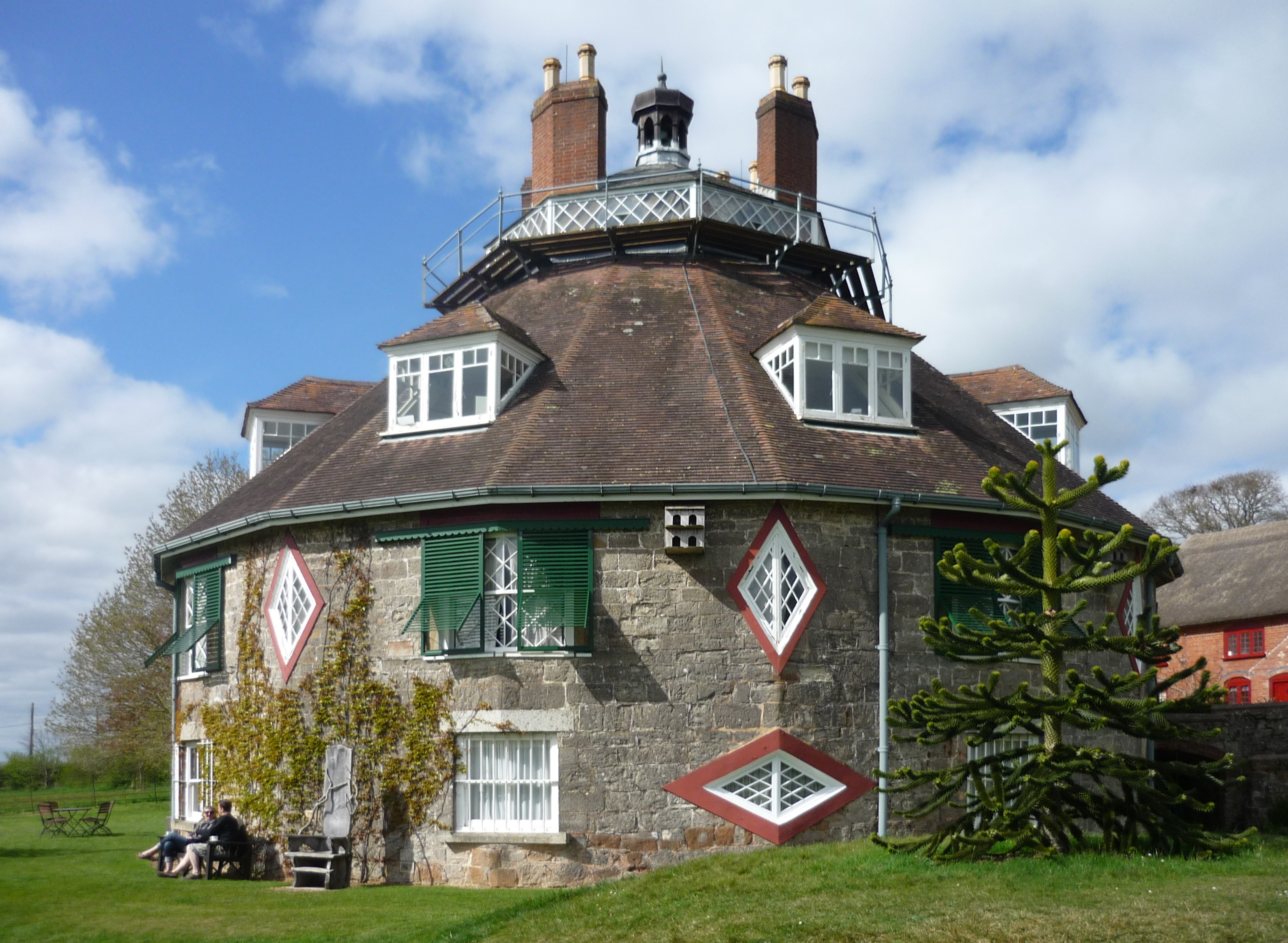
A La Ronde

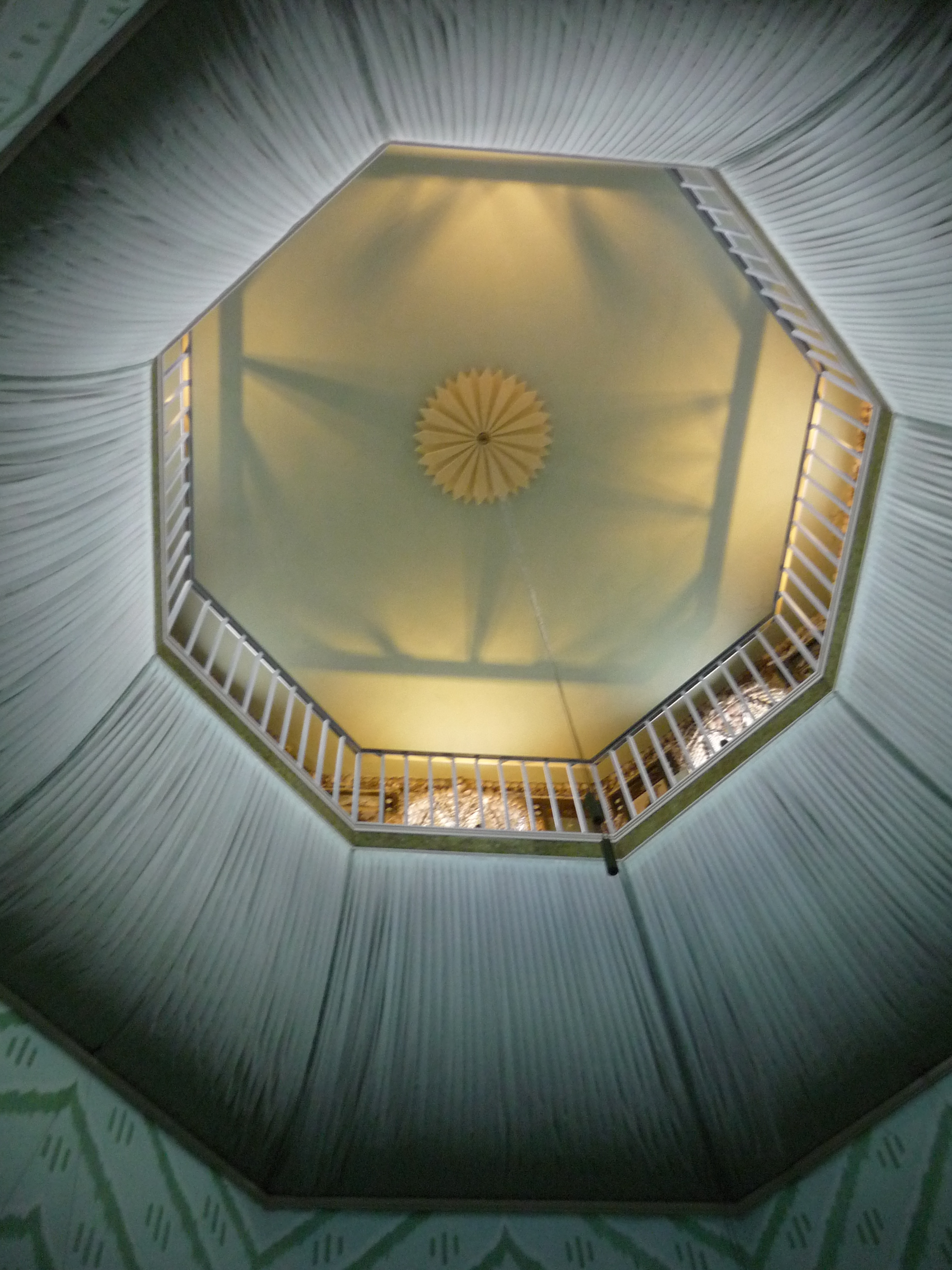
A La Ronde

Mary Parminter (Barnstaple, 17 de marzo de 1767- Exmouth, 18 de diciembre de 1849) fue una arquitecta inglesa que construyó junto a Jane Parminter la mansión de A La Ronde, patrimonio histórico inglés.

## Biografía
Mary Parminter nació en Barnstaple, condado de Devon, en 1767. Fue hija de Richard Parminter of Broadgate, (1736 -1779) y Mary (Polly) Walrond (1746 -1765). No se conoce mucho de su infancia, a excepción de que a la edad de 12 años, al quedar huérfana, fue adoptada por su prima, Jane Parminter. En 1784, Jane decidió embarcarse junto a su hermana Elizabeth Parminter (1756-c.1790), su prima Mary y una amiga, posiblemente Mss. Colville, en un tour por Europa, actividad habitual para los hombres de clase alta de la época pero poco común para una mujer (véase Grand Tour).  El viaje duró casi siete años, prolongado hasta c. 1791. Se sabe con certeza que durante las seis primeras semanas viajaron a Dijon, Francia, puesto que se conservan extractos del diario de viaje de Jane Parminter. En su trayecto hacia Dijon, visitaron Versalles y París, por lo que pudieron contemplar la importancia que tenían al final del siglo XVIII jardines como los de Versalles y las Tullerías, además de otros espacios de gran renombre en la época prerrevolucionaria, como los palacios de la ciudad o Los Inválidos. Posiblemente, sus siguientes destinos fueron Suiza, Italia y Alemania. Todo el viaje fue financiado por la propia Jane. De este viaje, tanto Mary como su prima Jane Parminter adquirieron conocimientos relativos a las técnicas de las artes plásticas -grabados, gouache- y a la arquitectura y el diseño, lo cual hizo posible que ellas mismas se hicieran cargo de las obras de su propia casa en Devon.
En 1796, las primas Parminter, quienes conjuntamente se negaron a contraer matrimonios pre-arreglados, decidieron utilizar la herencia que Jane recibió de su padre, para construir una casa donde vivir las dos solas, ya que Elizabeth Parminter había fallecido en 1791.

## Obras

### A La Ronde
A La Ronde es una casa dieciséis lados construida en Exmouth, Devon, entre 1796 y 1799. Su diseño surgió a partir del modelo de la basílica octogonal de San Vitale en Rávena, Italia, que las primas Parminter habían conocido a su paso por Italia. A La Ronde es un edificio de volumen hexadecagonal al exterior, de doble altura, cuyo interior se organiza en torno a un espacio central octogonal. A partir de él, varios espacios de menor altura se desbordan e interconectan. Cada espacio posee vistas al exterior mediante ventanas en forma de diamante centradas en la arista de cada lado, para así permitir la entrada al interior de la mayor cantidad de luz posible. Los dormitorios de las Parminter se orientaban al Este, así, a medida que el día transcurría, se movilizaban hacia el oeste mediante los espacios conectados para sacarle mayor provecho a la luz natural, una de las ideas centrales del diseño de la casa.
La distribución de las distintas habitaciones en el interior, veinte en total, hizo que la casa posea muchos rincones pequeños, pero las Parminter se aseguraron de aprovechar cada rincón para exhibir sus objetos traídos de viajes, sus libros y pinturas, además de su colección de 25.000 conchas. En este sentido, Mary y Jane Parminter no solamentedestacaron por su diseño arquitectónico, sino también por el interior del edificio. Como afirma Freya Gowrley, todo el edificio en su conjunto pudo haber evocado “el carácter rústico del cottage orné”, una suerte de cabañas rurales que se inscribían perfectamente dentro del paisaje rural.
La obra de Mary y Jane Parminter es un gran exponente de la arquitectura británica de finales del siglo XVIII, próxima a las villas campestres rodeadas por un jardín inglés, combinando la arquitectura con el paisajismo. Esto se ve claramente en el jardín que rodea A la Ronde, que también fue diseñado por las Parminter una vez el edificio fue terminado en 1799. El gran jardín está rodeado de árboles, lo cual hace que las veinte hectáreas de terreno parezcan más un prado que un jardín. Así pues, el jardín se puede describir con el término “pintoresco”, que adquirió una relevancia artística y estilística muy importante para la jardinería inglesa dieciochesca. El jardín posibilitó el embellecimiento de las vistas que había desde el terreno, a saber, las colinas de Haldon y el río Exe.
Mary Parminter se encargó de dejar estipulado en su testamento que A La Ronde debía ser mantenida intacta y ser traspasada entre las mujeres solteras de la familia, como legado para celebrar la libertad de la mujer. Para esto, dejó una lista de seis mujeres en una secuencia específica y que si se casaban, ya no podían heredarla. Sin embargo, una de las parientes, Stella Reichel vendió A La Ronde en 1886 a su hermano, el Reverendo Oswald Reichel, el único hombre en ser propietario de la casa en toda su existencia, y el único que realizó cambios en la vivienda.
En 1991 la casa fue comprada y abierta al público por National Trust, una organización conservacionista británica fundada con la intención de conservar y de revalorizar los monumentos y lugares de interés colectivo.
A La Ronde se encuentra catalogada como patrimonio histórico Grado 1 por el English Heritage. Durante los primeros años de la década de los 2000, la casa y el entorno, así como la identidad de sus arquitectas y su propósito, han sido interpretados como un lugar de resistencia femenina. Tanto Jane como Mary desafiaron la tradición y las categorías de su época, escogiendo una vida independiente, y A La Ronde fue más que un hogar para ellas, al ser el espacio en el que ellas quisieron transmitir y llevar a cabo su propósito.

### Point in View
Posteriormente decidieron construir una pequeña capilla cercana –debido a la dificultad que suponía bajar a la ciudad durante los días de mal tiempo–. Jane murió en noviembre de 1811, justo antes de que el fuera terminada y consagrada para el culto. El análisis y estudio que ha realizado la National Trust sobre esta capilla es que las primas Parminter estaban muy interesadas en que los judíos se convirtieran al cristianismo. Así pues, en este espacio se daría prioridad a aquellas mujeres que se habían convertido. De ahí el origen del nombre, “Point in View” (punto de vista), pues era la visión o el objetivo que ambas pusieron en este espacio.
Mary quedó entonces a cargo de la finalización y las gestiones para establecer una organización benéfica –un capellán residente para llevar a cabo el culto en la capilla y cuatro casas de caridad para albergar a mujeres necesitadas–, así como una pequeña escuela para seis chicas locales sin recursos.